# 博氏羽油鯰
博氏羽油鯰，為輻鰭魚綱鯰形目鼬鯰科的其中一種，為熱帶淡水魚，分布於南美洲聖弗朗西斯科河、托坎廷斯河、巴拉那河上游流域，體長可達15.7公分，棲息在底層水域，生活習性不明。

## 扩展阅读
維基物種上的相關：博氏羽油鯰